# Engyprosopon multisquama
Engyprosopon multisquama es una especie de pez de la familia Bothidae en el orden de los Pleuronectiformes.

## Hábitat
Es un pez de mar.

## Distribución geográfica
Se encuentra desde las  costas de Taiwán hasta las del Japón.